# Metoligotoma brevispina
Metoligotoma brevispina is een insectensoort uit de familie Australembiidae, die tot de orde webspinners (Embioptera) behoort. De soort komt voor in Australië.
Metoligotoma brevispina is voor het eerst wetenschappelijk beschreven door Davis in 1938.